# 黄鸟歌
《黄鸟歌》（諺文：황조가），是朝鲜半岛现传最古老的抒情诗。在《三国史记》中以汉译歌形式流传至今，作者是高句丽第二代王琉璃明王/琉璃王，大约创作于公元前17年。是朝鲜上古时期传承《诗经》的表现手法的诗歌的代表作之一。《黄鸟歌》是一首通过黄鸟来借喻失恋痛苦与孤独的四言四句汉诗，对于诗歌中琉璃王思念的对象，多认为是雉姬更为合理。

## 内容
|  | 翩翩黄鸟，雌雄相依。 念我之独，谁其与归?！ |

## 创作背景
《黄鸟歌》原载于《三国史记·高句丽本记·琉璃王》。作者类利，是高句丽朱蒙王的儿子，是高句丽第二代王。汉成帝鸿嘉二年（公元前19年），类利继王位，史称琉璃明王。鸿嘉四年冬十月，琉璃王妃松让氏薨，便娶高句丽人禾姬和汉家女雉姬为继室。二女争宠不和，类利于今五女山城造东西二宫，使两妃分居而缓和矛盾。后来，类利外出狩猎七天未归，于是二妃又争斗起来，禾姬骂雉姬：“汝汉家婢妾，何无礼之甚！”雉姬含恨而离宫出走。类利知道后便策马急追。雉姬性情刚强，百劝不归。类利只身回宫，途中歇息一树下，望天长叹。此时正有一对黄鸟飞来，栖树而鸣，类利甚有感慨，于是咏叹了这首《黄鸟歌》。诗中说，黄鸟飞翔得多么轻松愉快，成双成对十分亲近，而我却这样孤独，我心爱的人不能跟我一起回家啊！此诗用比兴手法，作者用自己与黄鸟相比，衬托出了自己的孤独，表达了与爱妃分离的苦楚，抒发了对爱妃雉姬的眷恋之情。